# Аврил на Лоари
Аврил на Лоари (фр. Avril-sur-Loire, Аврил на Лоари) је насељено место у Француској у региону Бургоња, у департману Нијевр.
По подацима из 2011. године у општини је живело 235 становника, а густина насељености је износила 9,45 становника/km².

## Демографија
| 1962. | 1968. | 1975. | 1982. | 1990. | 2011. |
| ----- | ----- | ----- | ----- | ----- | ----- |
| 195   | 188   | 193   | 168   | 235   | 235   |